# Мишариха
Мишариха — посёлок в Лысьвенском городском округе Пермского края России.

## Географическое положение
Посёлок расположен в юго-восточной части Лысьвенского городского округа на расстоянии примерно 5 километров по прямой на северо-восток от станции Кумыш.

## История
Посёлок основан в конце 1940-х годов для размещения работников лесозаготовительных предприятий. Градообразующим предприятием посёлка является ныне Кыновский леспромхоз. 
С 2004 до 2011 гг. посёлок входил в Кыновское сельское поселение Лысьвенского муниципального района.

## Население
| 2010 |
| ---- |
| 107  |

Постоянное население составляло 202 человек (90 % русские) в 2002 году, 107 человек в 2010 году, 50 человек в 2020.

## Достопримечательности
В 3-х километрах на восток от посёлка находится урочище Мишариха, где в 30-х и 40-х годах располагался трудпоселок Мишариха для ссыльных граждан, объявленных кулаками.

## Климат
Климат умеренно континентальный. Среднегодовая температура воздуха равна: +1,7 °C; продолжительность безморозного периода: 165 дней; средняя мощность снегового покрова: 50 см; средняя глубина промерзания почвы: 123 см. Устойчивый снежный покров сохраняется с первой декады ноября по последнюю декаду апреля. Средняя продолжительность снежного покрова 160—170 дней. Средняя из наибольших декадных высот снежного покрова за зиму — 50 см. Средняя максимальная температура самого жаркого месяца: +24,4 °C. Средняя температура самого холодного месяца: −17,4 °C.